# Deutsches Meisterschaftsrudern 2025
Das 135. Deutsche Meisterschaftsrudern im Jahr 2025 wurde in Brandenburg an der Havel und in Krefeld ausgetragen.
Die Regatten der Kleinboote Einer und Zweier ohne wurden vom 11. bis 13. April auf der Regattastrecke Beetzsee in Brandenburg an der Havel ausgetragen. Die Meister in allen weiteren Bootsklassen wurden bei den Großbootmeisterschaften vom 4. bis 6. Juli in Krefeld auf dem Elfrather See ermittelt.
Im Vergleich zum Vorjahr wurde der Leichtgewichts-Zweier ohne Steuermann aus dem Programm gestrichen.

## Medaillengewinner
(Quelle: )

### Männer
| Bootsklasse                           | Gold | Silber | Bronze |
| ------------------------------------- | --- | --- | --- |
| Einer                                 | Marc Weber (Rudern und Sport Steinmühle Marburg) | Oliver Holtz (Rostocker Ruder-Club) | Felix Heinrich (Ruder-Klub Normannia Braunschweig) |
| Doppelzweier                          | Rgm. ARC Würzburg/Rudern und Sport Steinmühle Joachim Agne Marc Weber                                                                                        | Stuttgarter RG Emil Schmidberger Moritz Korthals | Kölner RV von 1877 Christian Förster Moritz Witten |
| Zweier ohne Steuermann                | Rgm. RTHC Bayer Leverkusen / RV Münster Julius Christ Sönke Kruse                                                                                            | Rgm. Osnabrücker RV / Bonner RG Friedrich Amelingmeyer Paul Klapperich                                                                                          | Rgm. RU Arkona Berlin / Frankfurter RG Germania Wolf Niclas Schröder Theis Hagemeister                                                                                 |
| Doppelvierer                          | Rgm. RG HANSA/TSV Kappeln/Schweinfurter RC Franken/RV Rauxel Jesse Ilsemann Kjell Richter Lorenz Grimm Noel Jaschke                                          | Kölner RV von 1877 Simon Mellin Christian Förster Jonas Eichholz Moritz Volkmuth                                                                                | Rgm. WSV Honnef/Kölner RV von 1877/RV Hoya von 1926/Waginger RV Marc Danne Moritz Witten Felix Hoffner Adrian Klingemann                                               |
| Vierer ohne Steuermann                | Rgm. Saarbrücker RG Undine/RC Hansa/Limburger ClfW Emil Beck Max Baumann Yannick Kiwitt Finn Bontjer                                                         | Rgm. RG München 1972/Münchener RC Maximilian Rieder Benedikt Niederalt Amade Wagner Florian Kausemann                                                           | Berliner RC Artur Inopin Jakob Mauntel Marcus Albrecht Klas Ole Lass                                                                                                   |
| Achter                                | Berliner RC Jonas Schützeberg Jakob Mauntel Anton Finger Henk Grote Hölmann Aaron Fuchs Wilhelm Goez Marcus Albrecht Philipp Czerr Martin Sauer (Steuermann) | Karlsruher RV Wiking Karl Draper Adrian Seiler Johann Fox Raphael Mühlpfort Rune Grofer Rupert Pretzler Alexander Dawallu Marvin Rüdt Carla Abuera (Steuerfrau) | ARV zu Leipzig Nicola Kress Jakob Mühlfelder Sydney Wyand Louis Dammeyer Constantin Knauer Franz Cherubim Vincent Hanewinkel Hans Bisanz Rosalie Schelzel (Steuerfrau) |
| Leichtgewichts-Einer                  | Fabio Kress (ARC Würzburg) | Finn Wolter (Ruder-Club Witten) | Joachim Agne (ARC Würzburg) |
| Leichtgewichts-Doppelzweier           | ARC Würzburg Patrick Erdmann Fabio Kress | Saarbrücker RG Undine Luca Britten Dylan Hild | Rgm. Kölner RV von 1877/RTHC Bayer Leverkusen Bruno Hirsch Takatomo Furumai                                                                                            |
| Leichtgewichts-Vierer ohne Steuermann | Rgm. Heilbronner RG Schwaben/ARC Würzburg/RG Wiking Berlin Felix Nack Johannes Ursprung Edvin Novak Joachim Agne                                             | Rgm. RTHC Bayer Leverkusen/Saarbrücker RG Undine/Kölner RV von 1877 Takatomo Furumai Dylan Hild Bruno Hirsch Luca Britten                                       | Rgm. RG München 1972/Regensburger RK/Passauer RV Florian Kausemann Maximilian Rieder Julian Grimm Lukas Grimm                                                          |

### Frauen
| Bootsklasse                 | Gold | Silber | Bronze |
| --------------------------- | --- | --- | --- |
| Einer                       | Aurelia-Maxima Janzen (Rostocker Ruder-Club) | Frauke Hundeling (Deutscher Ruder-Club Hannover) | Alexandra Föster (Ruderclub Meschede) |
| Doppelzweier                | Hanauer RG 1879 Amelie Müller Katharina Golüke | Rgm. SV Scharnebeck/RV Bochum Anna-Katharina Schröder Tjorven Schneider | Rgm. RV Dorsten/Mainzer RV Charlotte Scholz Anne Kistenpfennig |
| Zweier ohne Steuerfrau      | Rgm. Kettwiger RG / Neusser RV Lene Mührs Olivia Clotten | Rgm. Mainzer RV / RC Potsdam Paula Hartmann Michelle Lebahn | Frankfurter RG Germania Malou Wollenhaupt Antonia Labonde |
| Doppelvierer                | Rgm. Kettwiger RG/SC Magdeburg/RV Wolgast/LRV Mecklenburg-Vorpommern Julia Stoeber Sandrine Bartos Frederike Patorra Tia Häusler                                                                                              | Rgm. Kölner RV von 1877/Ludwigshafener RV Charlotte Eucken Sabrina Schoeps Eva Hohoff Pia Otto | Rgm. SV Scharnebeck/RV Bochum/RC Rapid Anna-Katharina Schröder Bentja Schneider Tabea Koop Tjorven Schneider                                                                                                  |
| Vierer ohne Steuerfrau      | Rgm. Karlsruher RV Wiking/RC Nürtingen/Kölner RV von 1877/Ludwigshafener RV Sophia Brenke Hanna Sättler Pia Otto Eva Hohoff                                                                                                   | Rgm. RG Heidelberg/RC Nürtingen/Heidelberger RK Dorothee Honnen Neele Zahn Elena Weyers Gemma Collins | Rgm. Deutscher RC von 1884/Essen-Werdener RC/Hannover RC Merle Schleef Kathleen Bartkowiak Pauline Seehafer Greta Coldewey                                                                                    |
| Achter                      | Rgm. Hanauer RC Hassia/Mainzer RV/Heidelberger RK Jara Herbert Anne Kistenpfennig Mareike Stölzner Christina Berchtold Barbara Eger Ruth Eisenträger Alina Stammen Marie-Christine Gerhardt Maya Vasquez Fischer (Steuerfrau) | Rgm. Karlsruher RV Wiking/RV Friedrichshafen/RC Nürtingen/Breisacher RV/RK am Wannsee/Marbacher RV Sonja Arnold-Keifer Helena Brenke Leonie Goller Esther Linner Hanna Sättler Claire Licht Victoria Finger Sophia Brenke Mia-Sophie Walesch (Steuerfrau) | Rgm. Essen-Werdener RC/Crefelder RC/Kettwiger RG Julia Kocherscheidt Lena Giesing Annika Beißel Lea Berkemeyer Louisa Heinermann Lara Horster Eva Schüller Kathleen Bartkowiak Lara Rosenstengel (Steuerfrau) |
| Leichtgewichts-Einer        | Natalie Weber (Koblenzer Ruderclub Rhenania) | Nathalie Sendjuk (Ruderklub am Wannsee) | Johanna Reichardt (Akademischer Ruderclub Würzburg) |
| Leichtgewichts-Doppelzweier | ARC Würzburg Lea Kleinertz Johanna Reichardt | Rgm. Der Hamburger und Germania RC/RC Bergedorf Su Talia Sekerci Kirsten Röpell | Rgm. Crefelder RC/Neusser RV Eva Schüller Melina Reinke |
| Leichtgewichts-Doppelvierer | Rgm. Ludwigshafener RV/Ulmer RC Donau/Weilburger RV/Neusser RV Sibylle Schoolaert Emilia Maier Kirina Lommel Melina Reinke | Rgm. TV Essen-Kupferdreh/Ludwigshafener RV/ETuF Essen/Kölner RV von 1877 Karolin Mersmann Eva Hohoff Laura Heinemann Pia Otto | Rgm. ARC Würzburg/Essen-Werdener RC Lea Kleinertz Julia Kocherscheidt Lara Rosenstengel Johanna Reichardt |

### Mixed
| Bootsklasse  | Gold | Silber | Bronze |
| ------------ | --- | --- | --- |
| Doppelvierer | Rgm./Berliner RC/RK am Wannsee/Kettwiger RG Anton Finger Wilhelm Goez Victoria Finger Julia Stoeber | Kölner RV von 1877 Sabrina Schoeps Christian Förster Moritz Witten Pia Otto | Rgm. WSV Düsseldorf RG/Kölner RV von 1877/Berliner RC/Kettwiger RG Miya Becker Bruno Hirsch Marcus Albrecht Lotte Martin |
| Achter       | Rgm. Ludwigshafener RV/Frankfurter RG Germania/WSV Mülheim/RC Nürtingen/ARV zu Leipzig/ETuF Essen Moritz Schneider Axel Oschmann Ivan Šarić Filip Adamski Neele Zahn Jule Böckmann Anna Weiße Luisa Neerschulte Tanja Knöll (Steuerfrau) | Rgm. Berliner RC/Neuköllner RC/RC Rapid/RU Arkona Berlin/RC Hansa von 1898 Artur Inopin Aaron Fuchs Henk Grote Hölmann Philipp Czerr Carla Paetow Tabea Koop Olivia Rennicke Andra Aumann Martin Sauer (Steuermann) | Rgm. RC Nürtingen/Mannheimer RV Amicitia/RV Friedrichshafen/Mannheimer RC von 1875/Wormser RC/Karlsruher RV Wiking/Marbacher RV Hanna Sättler Felice Orth Leonie Goller Sebastian Laurent Moritz Nultsch Karl Baillot Louis Kaiser Sophia Brenke Mia-Sophie Walesch (Steuerfrau) |